# Tu seras un homme, mon fils
Pour les articles homonymes, voir Tu seras un homme, mon fils (homonymie).
Pour plus de détails, voir Fiche technique et Distribution.
Tu seras un homme, mon fils (titre original : The Eddy Duchin Story) est un film américain réalisé par George Sidney, sorti en 1956. 
Le film raconte la vie d'Eddy Duchin (en), pianiste américain populaire dans les années 1930 et 1940, et mort d'une leucémie à l'âge de 40 ou 41 ans (sa date de naissance étant incertaine). Le film reçut quatre nominations aux Oscars en 1957 mais n'en gagna aucun.
Le titre français de ce film provient de la traduction par André Maurois du poème If de Rudyard Kipling.

## Fiche technique
- Titre français : Tu seras un homme, mon fils
- Titre belge : Souviens-toi, mon amour
- Titre original : The Eddy Duchin Story
- Musique : George Duning
- Tyrone Power est doublé au piano par Carmen Cavallaro
- Décors : William Kiernan et Robert Priestley
- Photographie : Harry Stradling Sr. - CinemaScope
- Costumes: Jean-Louis Berthault
- Langue : anglais
- Assistant réalisateur : Seymour Friedman
- Montage : Viola Lawrence, Jack Ogilvie
- Société de production : Columbia Pictures
- Format : 35 mm couleur Ratio : 2,35:1
- Couleur : Technicolor
- Son : Stéréo (4 pistes magnétiques)  et Mono (1 piste optique)
- Affiche : Macario Gómez Quibus (Espagne)

## Distribution
- Tyrone Power (VF : Marc Cassot) : Eddy Duchin
- Kim Novak (VF : Jacqueline Porel) : Marjorie Oelrichs Duchin
- Victoria Shaw (VF : Nadine Alari) : Chiquita
- James Whitmore (VF : André Valmy) : Lou Sherwood
- Rex Thompson : Peter Duchin (à l'âge de 12 ans)
- Mickey Maga : Peter Duchin (à l'âge de 5 ans)
- Shepperd Strudwick (VF : Gérard Férat) : Sherman Wadsworth
- Frieda Inescort : Mme Edith Wadsworth
- Gloria Holden : Mme Duchin
- Larry Keating : Leo Reisman
- John Mylong (V.F : Raymond Rognoni) : M. Duchin
- Richard H. Cutting (VF : Marc Valbel) : George, capitaine du destroyer
- Xavier Cugat (VF : Jean-Henri Chambois) : lui-même